# Bondarzewia berkeleyi
Bondarzewia berkeleyi är en svampart som först beskrevs av Elias Fries, och fick sitt nu gällande namn av Bondartsev & Singer 1941. Bondarzewia berkeleyi ingår i släktet Bondarzewia och familjen Bondarzewiaceae.   Inga underarter finns listade i Catalogue of Life.

## Källor

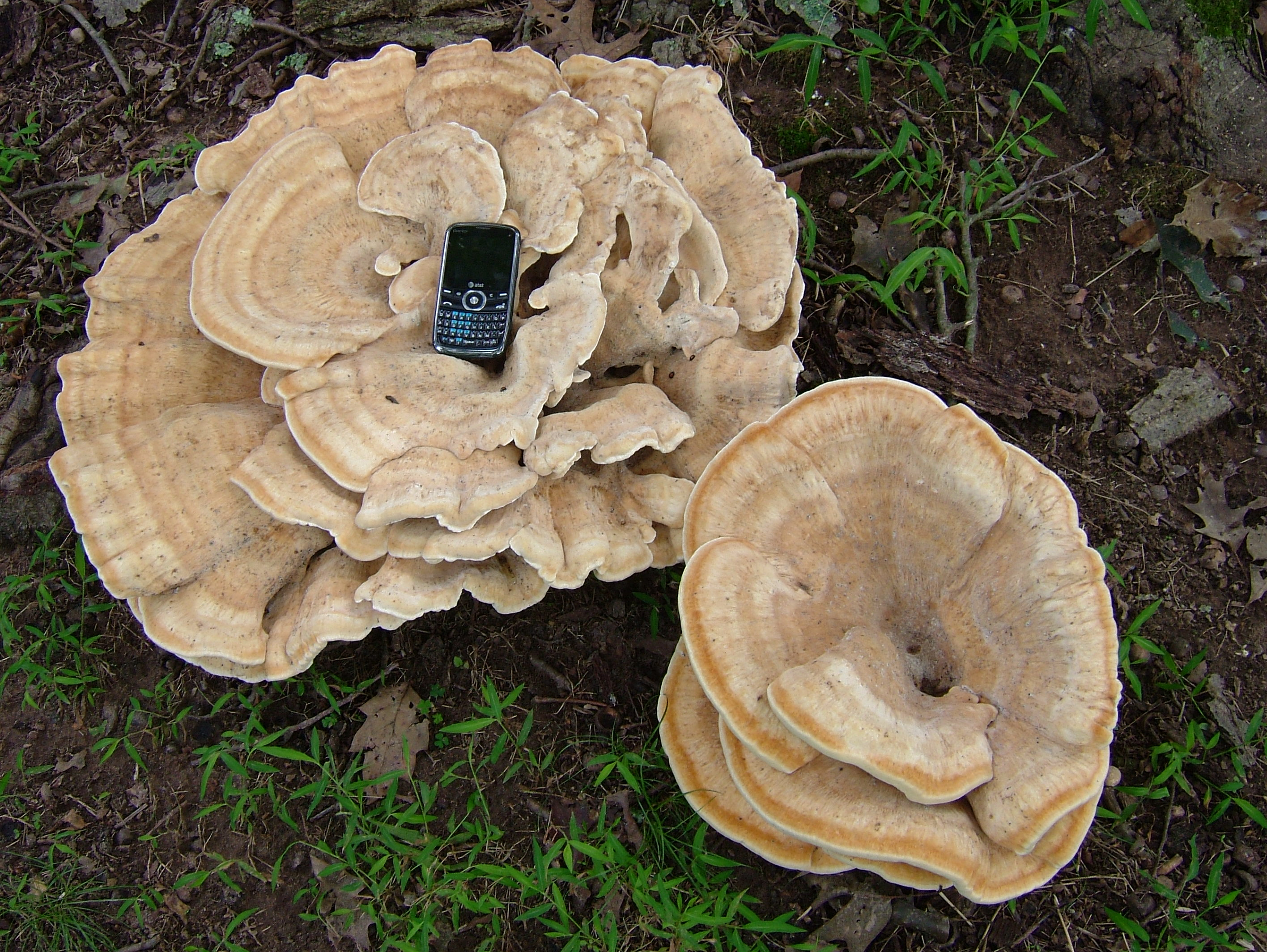
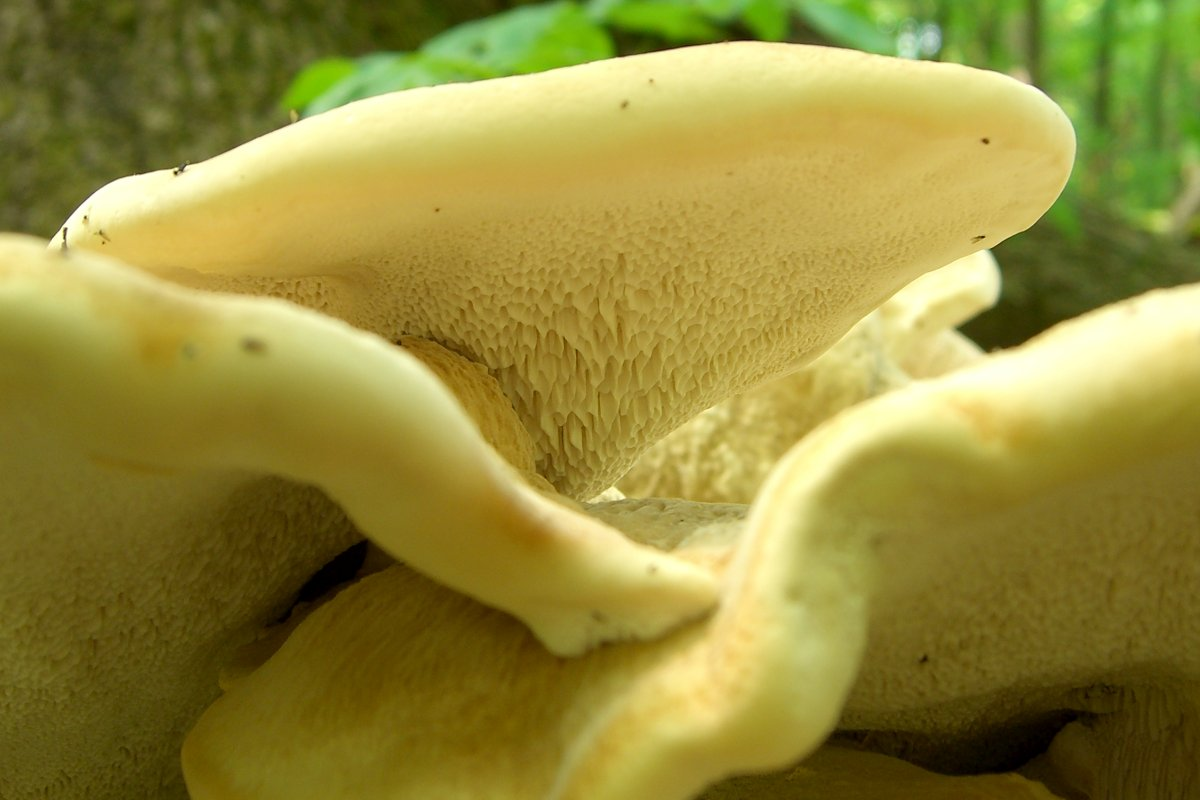
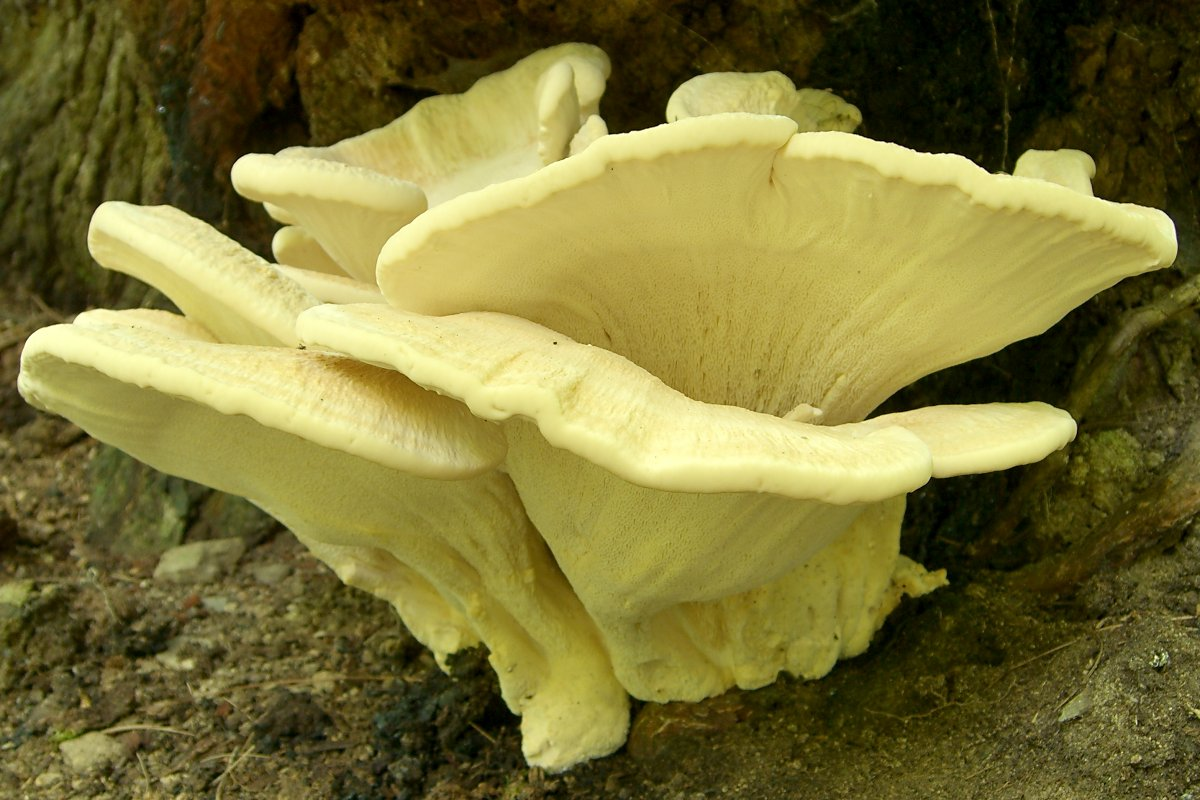
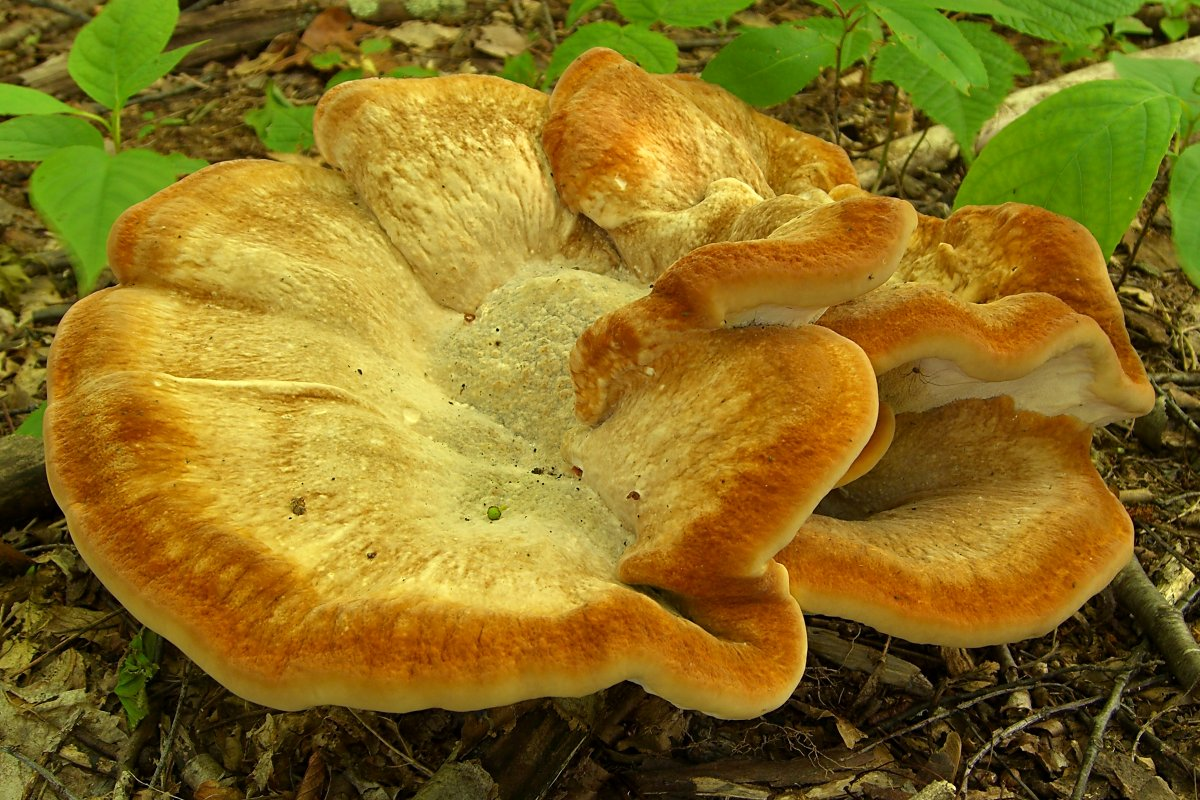